# Umweltsimulation
Die Umweltsimulation umfasst Prüfmethoden zur Untersuchung der Wechselwirkung zwischen einem Objekt und seiner Umwelt. Dabei werden komplex vernetzte Wirkungsketten in einer ganzheitlichen Betrachtung modellhaft strukturiert und Kausalzusammenhänge analysiert.

## Zweck
Typische Untersuchungsobjekte sind technische Erzeugnisse, aber auch lebende Systeme. Dabei werden Auswirkungen der Umwelt auf
- Leistungsfähigkeit und Funktionsverhalten
- Langzeitverhalten bzw. Lebensdauer
- Rückwirkung auf die Umwelt

untersucht.
Ziel ist das Erkennen von Ursache-Wirkungs-Beziehungen und danach die Qualifizierung von Produkten für gegebene Umweltbedingungen. Ein weitergehender Ansatz bringt auch eine umweltbezogene Produktentwicklung mit sich, die im Hinblick auf nachhaltiges Wirtschaften ökonomische und ökologische Vorteile verspricht.
Im Interesse einer möglichst schnell und kostengünstig erzielten Aussage spielen Fragen der Zeitraffung und der künstlichen aber realistischen Alterung eine große Rolle, die eng mit den verwendeten Werkstoffen zusammenhängen.

## Technische Anwendung
Beispielhaft sei hier der Einsatz eines Hot-Shake genannt.

## Anwendung im Kulturgüterschutz
Eine besondere Rolle spielt die Umweltsimulation für die vorausschauende Denkmalpflege und den Denkmalschutz. In Denkmalpflege und Museumsbetrieben wird beispielsweise die Glassensor-Methode zur Überprüfung und Optimierung von Konservierungsmaßnahmen eingesetzt.

## Abgrenzung zur Ökologie
Die Umweltsimulation befasst sich mit den Einwirkungen der Umwelt im weitesten Sinn auf Produkte, sowie der Rückwirkung der Produkte auf die Umwelt. Ökologische Fragestellungen sind dabei ein Teilaspekt. Die modellhafte Simulation von Ökosystemen oder ähnlichem ist nicht Gegenstand der Umweltsimulation.